# Hintereggen, Trebesing
Hintereggen je naselje v Občini Trebesing v Okraju Špital ob Dravi  na Koroškem v Avstriji.